# Огден, Уильям Батлер
Уи́льям Ба́тлер О́гден (англ. William Butler Ogden, 15 июня 1805 года — 3 августа 1877 года) — американский политик, первый мэр Чикаго в 1837—1838 годах.

## Биография
Уильям Батлер Огден родился в деревне Уолтон, штат Нью-Йорк. Ещё будучи подростком, когда умер его отец, он берет на себя весь семейный бизнес и управление недвижимостью. Помогал своему шурину Чарльзу Батлеру решать вопросы с бизнесом, связанные с открытием нового здания Нью-Йоркского университета, в школе права которого учился впоследствии сам. Был членом Ассамблеи штата Нью-Йорк в 1835 году.
Огден бы разработчиком первого поворотного моста через реку Чикаго, а также пожертвовал землю под строительство Рашский медицинский центр. Также Уильям Огден был ведущим инвестором в строительстве Йллинойсского и мичиганского канала, затем впоследствии занимался созданием нескольких железных дорог. В 1847 году Огден объявил о строительстве железной дороги из Чикаго, однако столичные власти ему отказали. Тогда он со своим партнёром Янгом Скэммоном пошли на сотрудничество с фермерами и предпринимателями, чьи земли находились вблизи предполагаемой дороги. К 1848 году фермеры выкупили акций компании на 350000$; этих денег хватила для начала укладки пути. Компании Galena and Chicago Union Railroad, которая стала управлять дорогой, было выгодно расширять её в Висконсин для налаживания перевозок зерна с Великих Равнин в Чикаго. Как президент Union Pacific, Огден продолжил развитие сети железных дорог на Западное побережье США.

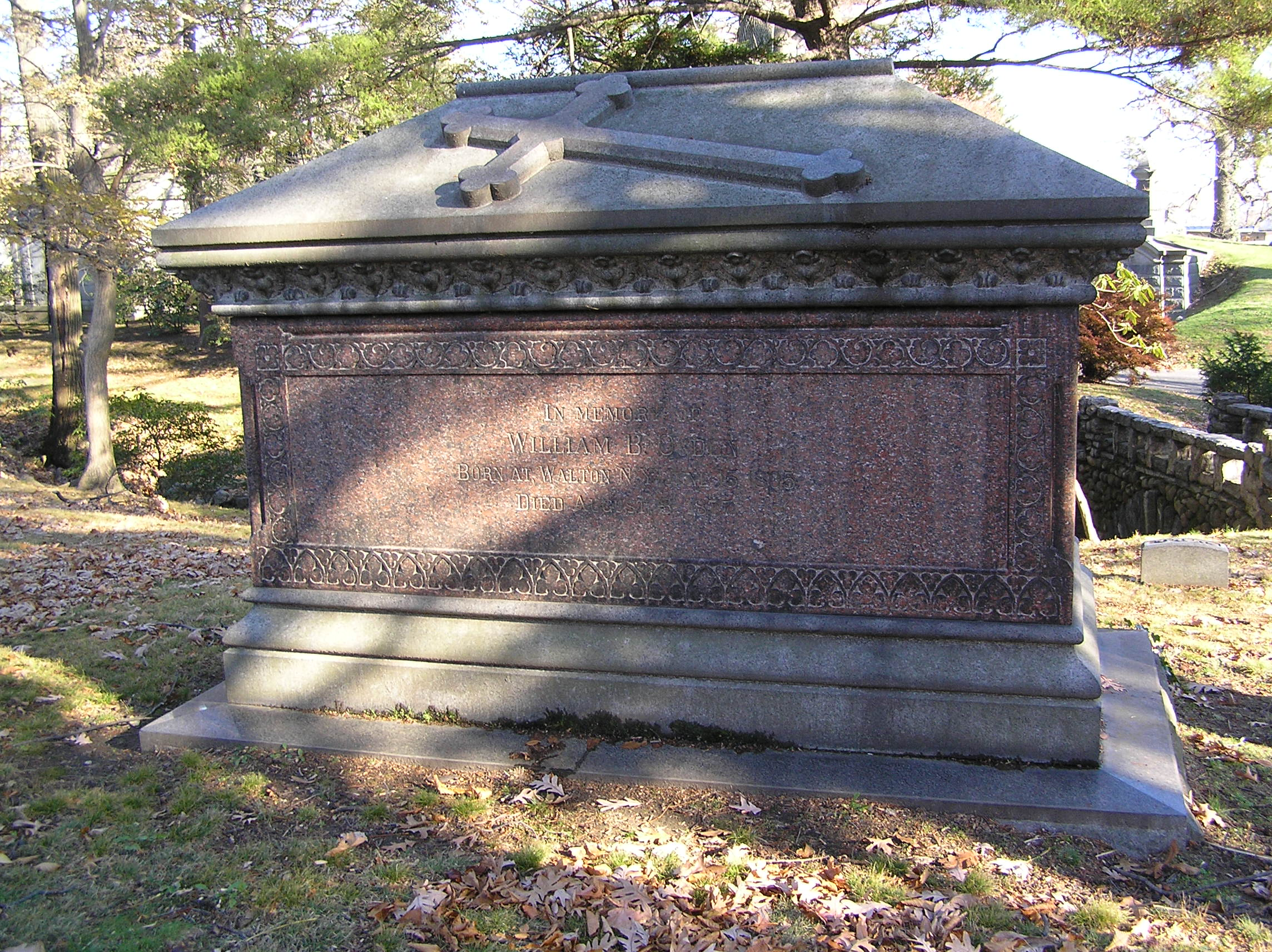
Саркофаг на могиле Уильяма Огдена на кладбище «Вудлон»

В 1853 году компания «Чикаго-Лэнд», в которой Огден был попечителем, купила землю у поворота реки Чикаго и начала строить канал, известный в настоящее время как канал Северного отделения, или канал Огдена. В результате на реке образовался остров Гусиный.
8 октября 1871 года в результате Великого чикагского пожара Уильям Огден потерял большую часть своего дорогого имущества. Он также владел компанией пиломатериалов в Пештиго (штат Висконсин), склады которой сгорели в тот же день.
В 1860 году вступил в Республиканскую партию и стал разделять их взгляды, однако вскоре покинул партию из-за разногласий с Авраамом Линкольном по поводу отмены рабства, считая это на том этапе преждевременной. После этого окончательно ушёл из политики и вернулся в родной Нью-Йорк.
Умер в 1877 году и похоронен на кладбище «Вудлон».